# Puchar Trzech Narodów 2002
Puchar Trzech Narodów 2002 (2002 Tri Nations Series) – siódma edycja Pucharu Trzech Narodów, corocznego turnieju w rugby union rozgrywanego pomiędzy zrzeszonymi w SANZAR trzema najlepszymi zespołami narodowymi półkuli południowej – Australii, Nowej Zelandii i RPA. Turniej odbywał się systemem kołowym pomiędzy 13 lipca a 17 sierpnia 2002.
W inauguracyjnym meczu turnieju widzowie na Jade Stadium nie zobaczyli żadnego przyłożenia, a drużyny Nowej Zelandii i Australii borykały się z trudnymi warunkami atmosferycznymi, z których lepiej wyszli zawodnicy All Blacks. Nowozelandczycy umocnili się na prowadzeniu w tabeli dzięki bonusowemu zwycięstwu w meczu przeciwko Springboks.
Zawodnikom z RPA nie udało się wygrać również kolejnego spotkania, tym razem z Australijczykami, pomimo pościgu od stanu 24:3, kiedy to zdobyli cztery przyłożenia z rzędu, na które Wallabies odpowiedzieli tylko trzema karnymi. W trakcie meczu wywiązała się bójka, w wyniku której dwóch Australijczyków otrzymało żółte kartki, tak jak i południowoafrykański sprawca całego zamieszania. Już w doliczonym czasie gry australijski kapitan, George Gregan, mając do dyspozycji karnego, który pozbawiłby Springboks bonusowego punktu, podyktował wznowienie gry w formacji młyna – decyzja okazała się słuszna, gdyż Chris Latham zdobył czwarte, dające bonusowy punkt, przyłożenie.
Kolejny mecz decydował o Bledisloe Cup – w obecności blisko osiemdziesięciu tysięcy kibiców zgromadzonych na Telstra Stadium Australijczycy w stylu, który prezentowali od kilku sezonów, w ostatniej akcji rozstrzygnęli mecz na swoją korzyść, jednocześnie broniąc tego trofeum. Jeszcze w 71 minucie to All Blacks prowadzili 8:14, jednak atak Wallabies zaowocował akcją za pięć punktów. Ironicznie, dającego wygraną celnego karnego Matt Burke wykonanał z tego samego miejsca, co nieudane podwyższenie kilka minut wcześniej.
Ostatnie dwa mecze turnieju odbyły się w Południowej Afryce. W pierwszym z nich gospodarze podejmowali Nowozelandczyków. W wyrównanym meczu, w którym padło sześć przyłożeń, górą ostatecznie byli All Blacks, jednakże wynik został ustalony dopiero w 72 minucie, przez większość spotkania oscylując w okolicach remisu. Emocje sportowe przyćmił jednak incydent tuż po rozpoczęciu drugiej połowy spotkania – na boisko wtargnął jeden z kibiców atakując sędziego głównego. Dzięki interwencji graczy (m.in. Richiego McCaw) napastnik został unieszkodliwiony, jednak irlandzki arbiter, Dave McHugh, wskutek ataku został kontuzjowany i nie mógł kontynuować sędziowania tego meczu, w czym zastąpił go Anglik, Chris White.
Tytuł był na szali do ostatniego spotkania – Australijczycy mieli szansę na końcowy triumf, warunkiem było bonusowe zwycięstwo nad RPA, dodatkowo różnicą przynajmniej 26 punktów. Wallabies dobrze zaczęli spotkanie, kopiąc trzy karne z rzędu, kolejne 26 punktów zdobyli jednak gospodarze. Próbując bronić korzystnego wyniku, pozwolili jednak odrodzić się Australijczykom, którzy zdobywając trzy przyłożenia i punkty z karnego wyszli na prowadzenie 26:31. Zwycięstwo Wallabies wydawało się więc przesądzone, gdyż gospodarze kończyli spotkanie w czternastu – za czerwoną kartkę w 70 minucie z boiska został bowiem usunięty Marius Joubert. Przyłożenie Springboks już w doliczonym czasie gry doprowadziło do remisu, a jego zdobywca, Werner Greeff, dołożył kolejne dwa punkty z podwyższenia. Wynik ten oznaczał, że reprezentanci RPA nie zakończyli turnieju z zerowym dorobkiem zwycięstw, a jednocześnie pierwszy od 1999 roku tytuł przypadł reprezentacji Nowej Zelandii.

## Tabela
| Pozycja | Zespół            | Mecze     | Mecze   | Mecze  | Mecze     | Punkty  | Punkty   | Punkty  | Punkty bonusowe | Tabela punktowa |
| Pozycja | Zespół            | Rozegrane | Wygrane | Remisy | Przegrane | Zdobyte | Stracone | Różnica | Punkty bonusowe | Tabela punktowa |
| ------- | ----------------- | --------- | ------- | ------ | --------- | ------- | -------- | ------- | --------------- | --------------- |
| 1       | Nowa Zelandia     | 4         | 3       | 0      | 1         | 97      | 65       | +32     | 3               | 15              |
| 2       | Australia         | 4         | 2       | 0      | 2         | 91      | 86       | +5      | 3               | 11              |
| 3       | Południowa Afryka | 4         | 1       | 0      | 3         | 103     | 140      | -37     | 3               | 7               |

## Mecze
| 13 lipca 2002 | Nowa Zelandia    | 12:6(6:3) | Australia    | Jade Stadium, Christchurch Widzów: 40 000 Sędzia: Jonathan Kaplan |
| 13 lipca 2002 | Mehrtens 12 (4K) | 12:6(6:3) | Burke 6 (2K) | Jade Stadium, Christchurch Widzów: 40 000 Sędzia: Jonathan Kaplan |
| 13 lipca 2002 | Robinson         | 12:6(6:3) |              | Jade Stadium, Christchurch Widzów: 40 000 Sędzia: Jonathan Kaplan |

| 20 lipca 2002 | Nowa Zelandia                                                                                   | 41:20(21:13) | Południowa Afryka                                 | Westpac Stadium, Wellington Widzów: 38 000 Sędzia: Stuart Dickinson |
| 20 lipca 2002 | Mehrtens 16 (2pd dg 3K) Howlett 5 (P) Marshall 5 (P) Hammett 5 (P) Thorne 5 (P) Robertson 5 (P) | 41:20(21:13) | Pretorius 7 (2pd K) Greeff 8 (P dg) Joubert 5 (P) | Westpac Stadium, Wellington Widzów: 38 000 Sędzia: Stuart Dickinson |
| 20 lipca 2002 | Joubert                                                                                         | 41:20(21:13) |                                                   | Westpac Stadium, Wellington Widzów: 38 000 Sędzia: Stuart Dickinson |

| 27 lipca 2002 | Australia                                                    | 38:27(27:10) | Południowa Afryka                                                | The Gabba, Brisbane Widzów: 37 278 Sędzia: Steve Lander |
| 27 lipca 2002 | Burke 15 (3pd 3K) Mortlock 8 (P K) Tune 5 (P) Latham 10 (2P) | 38:27(27:10) | Pretorius 7 (2pd K) Joubert 10 (2P) Skinstad 5 (P) Russell 5 (P) | The Gabba, Brisbane Widzów: 37 278 Sędzia: Steve Lander |
| 27 lipca 2002 | Paul · Harrison                                              | 38:27(27:10) | Greeff                                                           | The Gabba, Brisbane Widzów: 37 278 Sędzia: Steve Lander |

| 3 sierpnia 2002 | Australia                              | 16:14(8:3) | Nowa Zelandia               | Telstra Stadium, Sydney Widzów: 79 543 Sędzia: André Watson |
| 3 sierpnia 2002 | Burke 6 (2K) Rogers 5 (P) Sharpe 5 (P) | 16:14(8:3) | Mehrtens 9 (3K) McCaw 5 (P) | Telstra Stadium, Sydney Widzów: 79 543 Sędzia: André Watson |

| 10 sierpnia 2002 | Południowa Afryka                        | 23:30(17:17) | Nowa Zelandia                                                                       | Kings Park Stadium, Durban Widzów: 52 000 Sędzia: Dave McHugh / Chris White |
| 10 sierpnia 2002 | Pretorius 18 (P 2pd dg 2K) de Kock 5 (P) | 23:30(17:17) | Mehrtens 10 (2pd 2K) Mauger 5 (P) Howlett 5 (P) MacDonald 5 (P) 1 karne przyłożenie | Kings Park Stadium, Durban Widzów: 52 000 Sędzia: Dave McHugh / Chris White |

| 17 sierpnia 2002 | Południowa Afryka                                                | 33:31(14:9) | Australia                                                            | Ellis Park, Johannesburg Widzów: 62 500 Sędzia: Paddy O’Brien |
| 17 sierpnia 2002 | Greeff 13 (P 4pd) Russell 5 (P) Paulse 10 (2P) van Niekerk 5 (P) | 33:31(14:9) | Burke 13 (2pd 3K) Gregan 3 (dg) Cannon 5 (P) Rogers 5 (P) Kefu 5 (P) | Ellis Park, Johannesburg Widzów: 62 500 Sędzia: Paddy O’Brien |
| 17 sierpnia 2002 | Barry · Joubert                                                  | 33:31(14:9) |                                                                      | Ellis Park, Johannesburg Widzów: 62 500 Sędzia: Paddy O’Brien |